# 銀帶瀑布
24°10′44.45″N 121°35′31.05″E / 24.1790139°N 121.5919583°E
銀帶瀑布，又名不動瀑布，位於台灣花蓮縣秀林鄉，立芹山西側溪流的山凹處，瀑布標高約500公尺至350公尺，落差約150公尺，瀑水後注入立霧溪，其下游約350公尺處為立芹瀑布，是新興的溯溪景點。銀帶瀑布與白楊瀑布、綠水瀑布、長春瀑布為太魯閣國家公園內著名的瀑布景觀。唯瀑布水量變化甚劇，雨後瀑布洶湧澎湃，但久旱不雨時水量極小，甚至消失不見。銀帶瀑布於中部橫貫公路過寧安橋後路段即可遙望，若欲前往須從寧安橋旁隧道路口進入，循台電舊有探勘步道，前往立芹山西側溪谷，再循山徑而上。

## 交通資訊
- 自行開車：沿台9線至新城太魯閣大橋南端路口轉台8線（中橫公路）後直行，至寧安橋旁隧道路口進入。
- 大眾運輸：搭乘台鐵至花蓮車站，轉乘統聯客運1133線【花蓮-天祥】、1141線【花蓮-梨山】至長春隧道西口站下車[5]。

## 解
1. ↑  根據《臺灣通用電子地圖【NLSC】》、《臺灣通用正射影像【NLSC】》對照。

## 外部連結
- 在YouTube的銀帶瀑布影像 （页面存档备份，存于）